# Ronald Langón
Ronald Arturo Langón, né le 6 août 1939 en Uruguay, est un joueur de football international uruguayen, qui évoluait au poste de milieu de terrain.

## Biographie

### Carrière en club
Avec le Club Nacional, il atteint la finale de la Copa Libertadores en 1964, en étant battu par le club argentin du CA Independiente.

### Carrière en sélection
Avec l'équipe d'Uruguay, il joue 11 matchs (pour aucun but inscrit) entre 1961 et 1966. 
Il figure dans le groupe des sélectionnés lors de la Coupe du monde de 1962. Lors du mondial organisé au Chili, il joue un match contre la Colombie.

## Palmarès
Club Nacional
- Copa Libertadores :
  - Finaliste : 1964.